# 駐台北土耳其貿易辦事處
駐台北土耳其貿易辦事處（土耳其語：Taipei Türk Ticaret Ofisi），是土耳其派駐於台灣的官方辦事處，成立於1993年。
土耳其曾在1971年以前與中華民國有正式的外交關係。1971年以後，土耳其轉向與中华人民共和国建立外交關係。
台灣駐土對應機構是駐安卡拉臺北經濟文化代表團。

## 外部連結
- 駐台北土耳其貿易辦事處 （页面存档备份，存于）